# Pierre-Francisque Caroubel
Pierre-Francisque Caroubel (* 1556 in Cremona; † 1611 in Paris) war ein frühbarocker französischer Violinist und Komponist.

## Leben und Werk
Pierre-Francisque Caroubel war italienischer Herkunft und lebte ab 1576 in Paris. Er wurde 1583 durch königlichen Brief eingebürgert. Im gleichen Jahr heiratete er Catherine Lemaire. Caroubel hatte eine Anstellung bei König Heinrich III. und dessen Bruder François-Hercule de Valois, duc d’Alençon. Er behielt seinen Posten als Violon Ordinaire de la Chambre du Roi auch nach der Thronbesteigung Heinrich IV. Um 1610 ging er nach Wolfenbüttel, wo er am Hof von Friedrich Ulrich, Herzog von Braunschweig, mit Michael Praetorius zusammenarbeitete, dem er einen Teil des Repertoires der Vingt-quatre Violons du Roy schenkte. Gemeinsam mit Praetorius arrangierten sie komplexere fünfstimmige Harmonisierungen von 82 zum Teil bereits bestehenden Tänzen, von denen 78 im Jahr 1612 in Praetorius’ Terpsichore veröffentlicht wurden. Als Manuskripte sind noch mehrere Airs de ballet von Caroubel enthalten. Bald nach seiner Rückkehr nach Paris verstarb Caroubel dort im Sommer 1611. Sein Sohn Nicolas-Francisque Caroubel übernahm nach des Vaters Tod dessen Stelle im königlichen Orchester.